# Riksväg 27
Der Riksväg 27 ist eine schwedische Fernverkehrsstraße in Blekinge län, Kronobergs län, Jönköpings län und Västra Götalands län, die die Stadt Karlskrona mit der Stadt Göteborg verbindet.

## Verlauf
Die Straße verläuft von Karlskrona über eine Strecke von rund 25 km gemeinsam mit dem Europaväg 22 parallel zur Ostseeküste nach Westen, trennt sich in Ronneby von der E22 und führt weiter generell nach Nordwesten über Tingsryd über Växjö, wo sie den Riksväg 23 kreuzt, nach Värnamo. Dort kreuzt sie den teilweise als Motorväg ausgebauten Europaväg 4. Weiter führt sie über Gislaved, wo der Riksväg 26 gekreuzt wird, und Tranemo nach Borås und von dort weiter gemeinsam mit dem Riksväg 40 als autobahnähnlich ausgebaute Straße über eine Strecke von rund 61 km nach Westen bis in die Stadt Göteborg, wo sie am Europaväg 6 endet.
Die Länge der Straße beträgt einschließlich der gemeinsam mit anderen Hauptstraßen geführten Abschnitte rund 338 km.